# Guillermo II Embriaco
Guillermo II Embriaco o Guillermo II de Gibelet (antes de 1135 - alrededor de 1159) fue el señor de Gibelet en el Condado de Trípoli.
Era el hijo de Hugo I Embriaco de Gibelet y su esposa Adelasia. Después de la muerte de su padre en 1135 Guillermo II lo sucedió como señor de Gibelet.
Después de su muerte, su hijo Hugo II lo sucedió en Gibelet.
Su esposa se llamaba Sancha y provenía de Provenza. Con Sancha tuvo cuatro hijos y una hija:
- Hugo II Embriaco (fallecido en 1179/1184), señor de Gibelet.
- Raimundo Embriaco (fallecido después de 1204), condestable de Trípoli.
- Beltrán Embriaco (fallecido después de 1217).
- Guillermo Embriaco (fallecido después de 1204), se casó con Fadie, hija de Manasés de Hierges.
- Inés Embriaco, se casó con Guermond II de Bethsan.